# Urban Sketchers
Urban Sketchers (USK) est une communauté mondiale de dessinateurs amateurs et professionnels qui valorise la pratique du dessin in situ d'après l'observation directe de la vie urbaine et quotidienne.
Un millier de dessinateurs urbains, répartis dans les villes des cinq continents, se reconnaissent dans une charte apparue sur Internet en 2007. Leur devise est : « Voir le monde, de dessin en dessin ». Ils partagent leurs travaux sur Internet par le biais des blogs et des réseaux sociaux.
Ils se réunissent régulièrement pour dessiner ensemble.

## Histoire
Urban Sketchers débute par un groupe sur le réseau de photos en ligne Flickr en novembre 2007. Le fondateur, Gabriel Campanario, est un journaliste et illustrateur espagnol résidant à Seattle ; il travaille au Seattle Time pour les éditions papier et numérique. Après avoir constaté qu'un nombre croissant de dessinateurs publiaient leurs dessins en ligne, Campanario crée le groupe pour valoriser le dessin in situ d'après observation directe.
Un an plus tard Campanario crée un blog commun, limité à cent dessinateurs du monde entier. L'admission est sur sélection, en partie par Campanario, et sur invitation ; la condition est de publier régulièrement sur le blog des dessins personnels accompagnés d'un texte relatant les circonstances de leur réalisation.
Le blog nommé « Urban Sketchers » (littéralement « esquisseurs urbains » en français), connaît un nombre croissant de visiteurs.

## Caractéristiques

### Pratique
Les Urban Sketchers, abrégé « USK », ou « sketchers » cherchent à saisir l'activité quotidienne et urbaine quelle qu’elle soit, autant dans les grandes villes qu'à la campagne. La ville avec ses édifices, ses carrefours, les commerces, les lieux publics et les moyens de transport, offre une grande diversité de sujets. Les chroniqueurs visuels utilisent leurs propres techniques, sans contrainte de normes ni de formats. Ils dessinent à la vue de tous ou de manière discrète. Ils renouent avec le croquis de voyage ou « sketching », pratique courante au XIXe siècle puis tombée en désuétude avec la photographie.
Le sketcher utilise toutes techniques et matériel : siège pliant, appui contre le mobilier urbain ou station debout.
Le sketcher n'a pas de formation, de profession ni une origine particulière. Les contributeurs au blog USK initial et à ses groupes et communautés voisines sont pour la plupart architectes, artistes, graphistes, web-masters et enseignants, d'autres n’appartiennent à aucune catégorie socioprofessionnelle précise. Toutes et tous partagent la passion d'une pratique insoumise aux différentes modes commerciales, aux évolutions technologiques, et régie par des règles simples et ouvertes.
Les commentaires entre sketchers sur Internet concernent le matériel artistique et aussi les transports, les solutions de repli en cas de météo défavorable. En général l'attitude des passants face à l'activité des sketchers est accueillante et positive.

### Charte
1. Nous dessinons in situ, en intérieur ou en extérieur et croquons sur le vif.
2. Nos dessins sont les témoins de notre quotidien et de nos voyages.
3. Nos dessins représentent des archives de lieux et d'instants.
4. Nous sommes fidèles aux scènes que nous voyons.
5. Nous utilisons tous types de techniques et apprécions la diversités de nos styles.
6. Nous nous soutenons les uns les autres et dessinons en groupe.
7. Nous partageons nos dessins en ligne.
8. Nous montrons le monde de dessin en dessin.

## Organisation
En décembre 2009 Campanario et d'autres membres de l'équipe dirigeante constitue les USK en association aux États-Unis ; elle est reconnue comme une organisation 501 non imposable par le IRS et à cette date, tous les dons adressés à USK sont déductibles des impôts.
Parallèlement au blog limité à la centaine de membres, USK propose des portails ouverts, tel que le groupe Flickr initial et son groupe frère sur Facebook depuis 2012, où les sketchers du monde entier partagent et commentent leurs dessins entre eux avec la participation des membres du blog USK originel et cela, d'une manière commune et horizontale.

## Les communautés USK
Elles sont en plein essor.
L'équipe dirigeante d'USK assure le lien entre elles, elle définit les grandes lignes et les administrateurs locaux gèrent le contenu.
Les communautés USK débutent avec un minimum de trois sketchers et fonctionnent avec la même structure que le groupe d'origine, avec un blog – où l'accès se fait par invitation – et des groupes Flickr et Facebook.

### Dans le monde
| Création          | Région        | Pays                                       |
| ----------------- | ------------- | ------------------------------------------ |
| 1er novembre 2008 |               | International blog                         |
| 26 mars 2009      |               | Portugal                                   |
| 29 mai 2009       | Seattle       | Washington                                 |
| 30 mai 2009       | Twin Cities   | Minnesota                                  |
| 3 juin 2009       | Séoul         | Corée du Sud                               |
| 12 juillet 2009   |               | Singapour                                  |
| 29 août 2009      |               | Argentine                                  |
| 4 septembre 2009  | México        | Mexique                                    |
| 15 septembre 2009 | Moscou        | Russie                                     |
| 2 novembre 2009   |               | Espagne                                    |
| 24 novembre 2009  |               | Indonésie                                  |
| 26 novembre 2009  | Sardaigne     | Italie                                     |
| 20 mars 2010      | Portland      | Oregon                                     |
| 8 juin 2010       |               | Italie                                     |
| 20/8/2010         | San Francisco | Californie                                 |
| 29/8/2010         |               | République Dominicaine                     |
| 1er novembre 2010 |               | Washington DC                              |
| 2 novembre 2010   | Memphis       |                                            |
|                   |               | France : voir section détaillée ci-dessous |
| 1er janvier 2011  | Berlin        | Allemagne                                  |
| 25 février 2011   |               | Australie                                  |
| 11/4/2011         | Boiras        | Portugal                                   |
| 1er mai 2011      |               | Suisse                                     |
| 21 mai 2011       | Madère        | Portugal                                   |
| 30 mai 2011       |               | Philippines                                |
| 30 mai 2011       | Cleveland     | Ohio                                       |
| 18 août 2011      |               | Brésil                                     |
| 13 septembre 2011 |               | Israël                                     |
| 26 septembre 2011 |               | Texas                                      |
| 17 octobre 2011   | Los Angeles   | Californie                                 |
|                   | Skane         | Suède                                      |
| 28 décembre 2011  | Portugal Nord | Portugal                                   |
| 4 avril 2012      |               | Japon                                      |
| 4 avril 2012      | Tri-Cities    |                                            |
| 27 août 2012      | Eskilstuna    | Suède                                      |
| 31 août 2012      | Buenos Aires  | Argentine                                  |
| 18 septembre 2012 | Kuching       | Malaisie                                   |
| 4 octobre 2012    |               | Allemagne                                  |

#### Les rencontres ou «symposiums»
Ces rassemblements festifs se déroulent dans une ville désignée par les collaborateurs USK pour accueillir et organiser la rencontre. Il s'y déroule des ateliers créatifs, des débats, des conférences. Les participants font des croquis dans toute la ville.
La première rencontre intitulée « 1er symposium International d'Urban Sketchers » se tient à Portland dans l'Oregon du 29 au 31 juillet 2010. Durant trois jours, des participants viennent du monde entier. Ils partagent leurs expériences et leurs techniques, et participent à des ateliers animés par des intervenants issus du blog USK originel. L'expérience se renouvelle avec le deuxième symposium International d'Urban Sketchers à Lisbonne au Portugal du 21 au 23 juillet 2011 qui accueille 200 personnes, organisateurs, intervenants et participants réunis. Le troisième symposium a une fréquentation équivalente.

#### Tous les symposiums
| Ordre | Ville            | Date                     |
| ----- | ---------------- | ------------------------ |
| 1     | Portland         | 31 juillet 2010          |
| 2     | Lisbonne         | 23 juillet 2011          |
| 3     | Saint-Domingue   | du 12 au 14 juillet 2012 |
| 4     | Barcelone        | 11 au 13 juillet 2013    |
| 5     | Paraty au Brésil | juillet 2014             |
| 6     | Singapour        | juillet 2015             |
| 7     | Manchester       | juillet 2016             |
| 8     | Chicago          | juillet 2017             |
| 9     | Porto            | juillet 2018             |
| 10    | Amsterdam        | juillet 2019             |
| 11    | Auckland         | avril 2023               |
| 12    | Buenos Aires     | Octobre 2024             |
| 13    | Poznan           | prévu août 2025          |

### En France
Les communautés regroupent des villes ou des territoires. Chaque année, les symposiums, appelés « rencontres nationales » ont lieu durant quelques jours dans une ville différente. Dans la terminologie des Urban Sketchers, une communauté régionale officialisée par l'organisation est appelée « chapitre officiel ».
| Création         | Territoire              | Rencontre nationale               |
| ---------------- | ----------------------- | --------------------------------- |
|                  | Aix-en-Provence         | 6e - 2 au 4 juin 2018             |
| 2018             | Amiens                  |                                   |
|                  | Angers                  |                                   |
|                  | Arras                   |                                   |
|                  | Belfort                 |                                   |
| 1er octobre 2017 | Berry                   |                                   |
| 8 juin 2016      | Bordeaux                | 4e - 4 et 5 juin 2016             |
|                  | Bourgogne-Franche-Comté |                                   |
|                  | Brest                   |                                   |
| 2021             | Chartres                |                                   |
|                  | Cherbourg-en-Cotentin   |                                   |
| avril 2013       | Clermont-Ferrand        |                                   |
|                  | Dijon                   | 7e - 31 mai au 2 juin 2019        |
|                  | La Réunion              |                                   |
| 8 juillet 2016   | La Rochelle             | 8e - 22 au 24 mai 2021            |
|                  | Languedoc               |                                   |
| 2014             | Lille                   | 9e - 3 au 6 juin 2022             |
|                  | Lorient                 | 5e - 2 au 5 juin 2017             |
| 2012             | Lyon                    | 1re - 2013 12e - 6 au 9 juin 2025 |
| avril 2019       | Marseille               |                                   |
|                  | Metz                    |                                   |
|                  | Morlaix                 |                                   |
| 11 juin 2017     | Nantes                  | 11e - 18 au 20 mai 2024           |
|                  | Nice                    |                                   |
| 2016             | Nouméa                  |                                   |
| 14 décembre 2010 | Paris                   |                                   |
|                  | Rennes                  |                                   |
|                  | Rocamadour              |                                   |
| 2018             | Rouen                   | 13e - 2026                        |
|                  | Saint-Nazaire           |                                   |
|                  | Sète                    | 2e - 2014                         |
| 2015             | Strasbourg              | 3e - 13 et 14 juin 2015           |
| 2013             | Toulouse                | 10e - 26 au 29 mai 2023           |
| 21 août 2023     | Le Havre                |                                   |
| 22 mai 2022      | Perros-Guirec           |                                   |
| 2022             | Caen                    |                                   |
|                  | Vannes                  |                                   |

## Publications
Des carnets de dessins, carnets de voyage, livres à colorier paraissent. Ainsi que des publications techniques telles que :
- Archisketch de Simone R. ;
- Sketch city chez Dopress ;
- Urban Sketching chez Dessain et Tolra, de Thomas Thorspecken.